# Heilig-Kreuz-Kirche (Hünfeld)

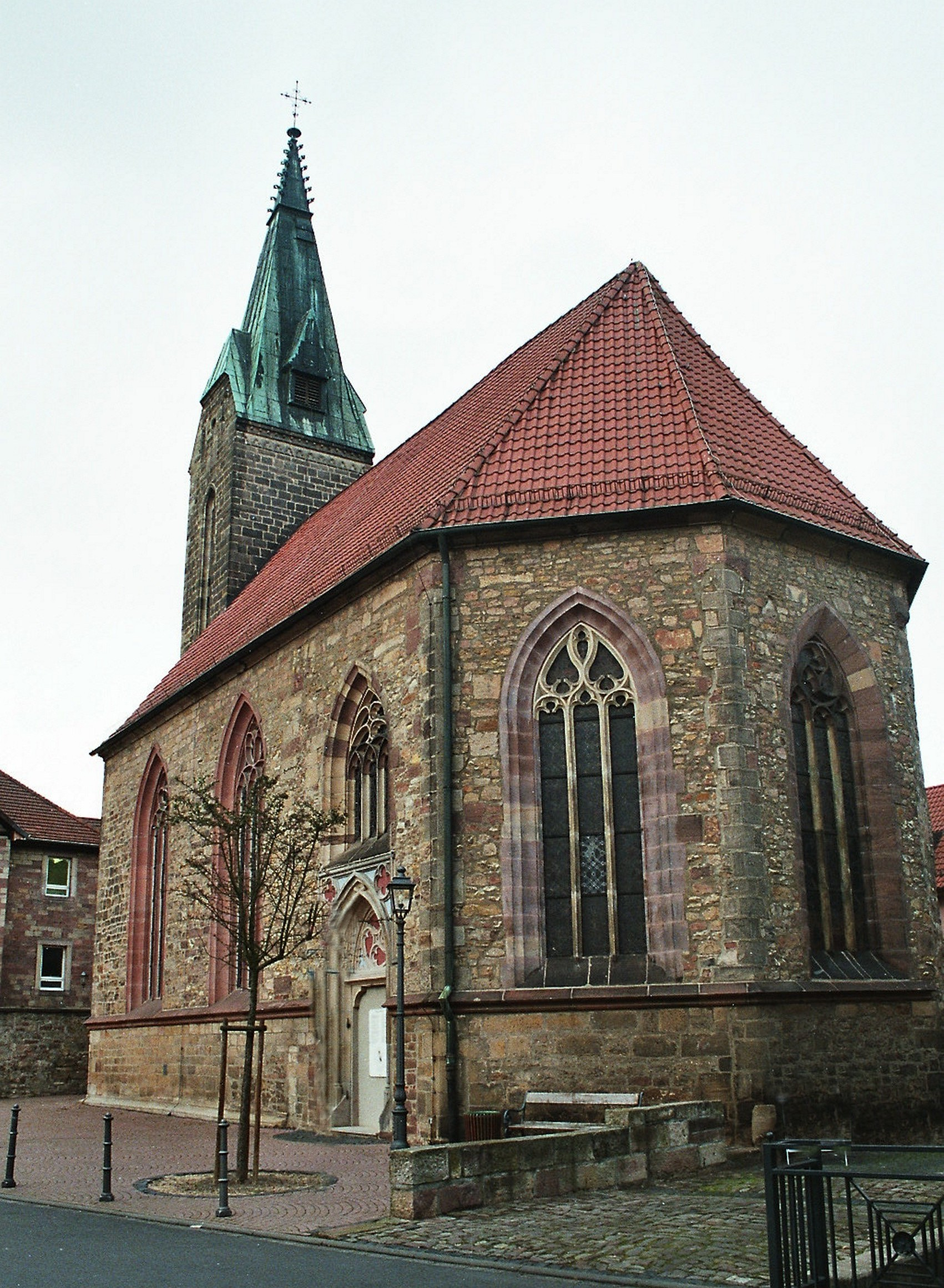
Die evangelische Kirche zum Heiligen Kreuz (ehemalige Stiftskirche)

Die ehemalige Stiftskirche Zum Heiligen Kreuz ist eine evangelische Pfarrkirche in der Stadt Hünfeld im hessischen Landkreis Fulda. Die Kirchengemeinde gehört zum  Kirchenkreis Fulda der Evangelischen Kirche Kurhessen-Waldeck.

## Geschichte
Die 815 erstmals erwähnte cella in Huniofelt ist eine Gründung der Abtei Fulda. Spätestens 977 wurde das bisherige Filialkloster in ein Kollegiatstift (Collegium Canonicorum saecularium) umgewandelt. 1228 erwarb das Stift die Patronatsrechte an den Stadtkirchen Hünfelds, im 15. Jahrhundert waren zahlreichen Pfarren der Umgebung dem Stift inkorporiert. In vorreformatorischer Zeit wurde die mittelalterliche Stiftskirche 1510 durch eine spätestgotische kreuzförmige Saalkirche mit polygonalem Chorschluss ersetzt. In der Zeit der Gegenreformation fand eine geistige wie bauliche Erneuerung des Stifts statt. So bestand es bis 1802.
Nach der Säkularisation im Jahre 1803 wurde die bisherige Stiftskirche in ein Magazin (Vorratslager) umgewandelt. 1816 versteigerte die Landkrankenhaus-Kommission die Gebäude, die danach in Privatbesitz übergingen. Ein Teil der Kirche wurde 1818 abgerissen und als Baumaterial verkauft. In dem umgebauten Querhaus der Kirche wurde die Wohnung des neuen Eigentümers eingerichtet, während der Chor als Stallung und Scheune genutzt wurde. 1850 wurden die noch vorhandenen Gebäudeteile des früheren Stifts an den kurhessischen Staat verkauft. 1857 wurde das Chorhaus der Stiftskirche nebst angrenzendem Gebäude, beides dem Staat gehörig, der evangelischen Kirchengemeinde für Kirchen- und Schulzwecke überlassen. Am vierten Adventssonntag 1857 wurden in der alten, nun neuen evangelischen Kirche nach 54-jähriger Unterbrechung wieder Gottesdienste gefeiert.
Nach dem Stadtbrand von 1888 kam es 1890 zu Überlegungen bezüglich eines Kirchenneubaus, für den bereits ein Bauplatz sowie ein von dem Kasseler Architekten Louis Angermann entworfenes Projekt zur Verfügung stand, wohingegen das Konsistorium auf eine Erweiterung der zu erhaltenden Kirche drängte. Mit der Ausarbeitung dieses Projekts wurde der Kasseler Konsistorialbaumeister Gustav Schönermark beauftragt. Nach seinen Plänen wurde 1896 ein zusätzliches westliches Joch und der aus Platzgründen querrechteckige Turm hinzugefügt, die sich entsprechend dem denkmalpflegerischen Gutachten des hessischen Bezirkskonservators Ludwig Bickell in der Detaillierung an den historischen Bestand anschlossen. Im Innern wird die anstelle der Wölbung eingesetzte Flachdecke von Unterzügen getragen, die über gebogene Kopfbänder mit Maßwerkverstäbung abgefangen sind.
Eine 1937 geplante nochmalige Erweiterung der Kirche kam aus Kostengründen nicht zustande, stattdessen wurde die historistische Ausmalung übertüncht.